# بني سعد (الطيال)

تعديل مصدري - تعديل

بني سعد هي إحدى قرى عزلة بني سحام بمديرية الطيال التابعة لمحافظة صنعاء، بلغ تعداد سكانها 980 نسمة حسب تعداد اليمن لعام 2004.